# Helena Bochořáková-Dittrichová
Helena Bochořáková-Dittrichová, niekiedy jako Helena Bochořáková (ur. 1 lipca 1894 w Vyškovie, zm. 28 marca 1980 w Brnie) – czeska graficzka, ilustratorka i malarka.
National Museum of Women in the Arts w Nowym Jorku uznało jej pracę Z mého dětství (pl. Z mojego dzieciństwa) za pierwszą powieść graficzną stworzoną przez kobietę.

## Życiorys
Urodziła się w rodzinie mieszczańskiej w Vyškovie na Morawach, wówczas część Austro-Węgier. Dorastała w pobliskim mieście Haná, a w 1913 wraz z rodziną przeprowadziła się do Brna, gdzie spędziła resztę życia. Od dzieciństwa cierpiała na krótkowzroczność.
W 1919 rozpoczęła naukę malarstwa i rysunku na Akademii Sztuk Pięknych w Pradze. Po jej ukończeniu w 1923 otrzymała stypendium Ministerstwa Edukacji na studia w zakresie nowoczesnej grafiki w Paryżu. Tam właśnie odkryła powieści drzeworytnicze pionierskiego belgijskiego artysty Fransa Masereela, który wywarł ogromny wpływ na jej przyszłą twórczość.
W Brnie była założycielką grupy artystów wizualnych KVU Alše. Jej pierwsze dzieło, Z Mého Dětství (pl. Z mojego dzieciństwa), opublikowane w 1929, jest uważane za pierwszą powieść graficzną stworzoną przez kobietę. Książka składa się z opowieści o codziennych czynnościach dziewczyny odizolowanej od świata w rodzinie klasy średniej, które są opowiedziane wyłącznie za pomocą drzeworytów. Książka została później wydana w nakładzie 300 egzemplarzy przez brytyjską księgarnię i galerię A. Zwemmer, dawniej Charing Cross Road w Londynie. Jej inne ważne dzieło, Malířka Na Cestách (pol. Malarz w drodze), które nie zostało opublikowane, przedstawia 52 drzeworyty i jest prawdopodobnie autobiografią własnej podróży artystki.
Ze względu na problemy ze wzrokiem wizualne od lat 40. XX w. zajmowała się głównie malarstwem. Zmarła w Brnie w wieku 85 lat. Nadal jest znana jako jedna z czołowych grafików i ilustratorek Republiki Czeskiej. Jej sztuka jest eksponowana w wielu czeskich kolekcjach, w tym w Galerii Morawskiej, Muzeum Vyskovska, Akademii Sztuk Pięknych w Pradze czy Muzeum Miejskim w Brnie.

## Twórczość

### Wydania książkowe[10]
- Z Mého Dětství (1929)[11]

- Malířka Na Cestách (1930)[12]
- Z života T.G. Masaryka (1930)
- Dřevoryty z USA (1933)
- Indiáni jindy a dnes (1934)[13]
- Dojmy z SSSR (1934)
- Švédové před Brnem (1936)[14]
- Mezi dvěma oceány: dojmy z cesty po Spojených státech amerických (1936)
- Kristus: 32 dřevorytů k Novému zákonu (1944)[15]
- Příboj: román ze 17. století (1946)
- Nalomená větev (1947)
- Rozkol (1948)
- Oslavanské povstání: dřevoryty: Dva cykly dřevorytů k prosincovým událostem roku 1920 na Rosicko-Oslavansku (1960)
- Uprostřed proudu (1967)